# Carpenter Center for the Visual Arts
Pour les articles homonymes, voir Carpenter.
Le Carpenter Center for the Visual Arts à Harvard, Cambridge, Massachusetts est le seul bâtiment construit par Le Corbusier sur le sol américain. Il fut dessiné par l'architecte Guillermo Jullian de la Fuente à Paris. Sa construction fut rendue possible grâce au don des Carpenter. Il abrite le département des études visuelles de l'université et des archives filmiques.